# 西岡和志
西岡 和志（にしおか　かずし、1987年11月29日 -）は広島県出身の日本の柔道家。73kg級の選手。身長は174cm。組み手は左組み。得意技は足技。

## 経歴
柔道は6歳の時に高宮柔道スポーツ少年団で始めた。高宮中学2年の時には全国中学校柔道大会の66kg級で3位になった。崇徳高校2年の時にはインターハイ73kg級で3位になった。3年の時にはインターハイの決勝で小杉高校2年の海老泰博を破って優勝した。全日本ジュニアでは2位、アジアジュニアでは3位だった。
明治大学に進むと、1年の時には世界ジュニアで2位となった。2年の時に優勝大会では3位、体重別団体では2位となった。学生体重別では決勝で東海大学の真野洋光を破って優勝を飾った。3年の時には優勝大会の決勝で東海大学に敗れた。4年の時には講道館杯で3位だった。
2010年には京葉ガスの所属となると、体重別で3位になった。その後81kg級に階級を上げると、東アジア選手権では3位だったが、世界団体では決勝こそ出場の機会はなかったものの、準決勝の韓国戦で一本勝ちするなどしてチームの優勝に貢献した。2012年には階級を73kg級に戻すと、実業個人選手権で優勝を飾った。2013年の実業個人選手権では3位だった。2014年の講道館杯では3位になった。

## 主な戦績
- 2001年 -　全国中学校柔道大会 66kg級　3位
- 2004年 -　インターハイ　3位
- 2005年 -　インターハイ　優勝
- 2005年 -　全日本ジュニア　2位
- 2005年 -　アジアジュニア　3位
- 2006年 -　ロシアジュニア国際　3位
- 2006年 -　チェコジュニア国際　優勝
- 2006年 -　ドイツジュニア国際　3位
- 2006年 -　世界ジュニア　2位
- 2007年 -　優勝大会　3位
- 2007年　- 学生体重別　優勝
- 2007年　- 体重別団体　2位
- 2008年 -　優勝大会　2位
- 2009年　- 講道館杯　3位
- 2010年　- 体重別　3位
- 2010年　- 東アジア選手権　81kg級　3位
- 2010年　- 世界団体　優勝
- 2012年　- 実業個人選手権　優勝
- 2013年　- 実業個人選手権　3位
- 2014年　- 講道館杯　3位

(出典、JudoInside.com)